# Fred Again
Frederick John Philip Gibson, dit Fred Again (stylisé Fred again..), né le 19 juillet 1993 à Balham, au sud-ouest de Londres, est un producteur, musicien multi-instrumentiste, auteur-compositeur, chanteur et DJ britannique.

## Famille
Fred est né à Londres en 1993, deuxième fils du barrister Charles Anthony Warneford Gibson KC (né en 1960) et de Mary Ann Frances (née Morgan), fille aînée du diplomate Sir John Morgan KCMG et de l'hon. Fionn O'Neill, seule fille du financier noble anglo-irlandais 3e baron O'Neill et de sa femme la mondaine Ann née Charteris (en) (qui épouse ensuite le vicomte Rothermere puis Ian Fleming, créateur de James Bond). 
D'ascendance patrilinéaire de la petite noblesse dans l'Huntingdonshire et ses environs, son ascendance matrilinéaire est illustre et comprend des comtes de Dundonald, des comtes de Wemyss et March, du marquis de Crewe, des ducs de Somerset ainsi que de nombreuses familles de noblesse britanniques de la pairie et des baronnets.

## Jeunesse
De 2006 à 2011, il étudie au pensionnat privé Marlborough College dans le Wiltshire.
À l'âge de 16 ans, Fred rejoint le groupe cappella au studio londonien de Brian Eno, alors voisin de sa famille.

## Carrière
En 2014, il collabore en tant que coproducteur et auteur-compositeur avec Eno et Karl Hyde sur leurs deux albums Someday World et High Life (auteur-compositeur uniquement). Les années suivantes, il continue d'écrire, composer et produire pour d'autres artistes tels que Ellie Goulding, Charli XCX, Shawn Mendes, George Ezra, Rita Ora, BTS, Ed Sheeran ou encore P!nk.
En 2021, il sort le tube Marea (We've Lost Dancing) avec The Blessed Madonna, ce qui lui permet de se faire connaitre du grand public.
À l'été 2022, il participe à la soirée Boiler Room de Londres. La vidéo de sa prestation est publiée sur YouTube et devient rapidement une des plus vues de la chaine.
Le 4 février 2024, il remporte son premier Grammy Awards dans la catégorie meilleur album dance/électronique, pour son album Actual Life 3 (January 1 - September 9 2022). Il remporte aussi le Grammy Awards du meilleur enregistrement dance/électronique avec le morceau Rumble avec Skrillex et Flowdan. Il est aussi nommé dans la catégorie meilleur nouvel artiste et du meilleur enregistrement dance/électronique pour son morceau Strong.

## Discographie
- 2021 : Actual Life (April 14 – December 17 2020)
- 2021 : Actual Life 2 (February 2 – October 15 2021)
- 2022 : Actual Life 3 (January 1 – September 9 2022)
- 2024 : Ten Days